# Niñodaguia (La Coruña)
Niñodaguia (llamada oficialmente San Paio de Niñodaguia) es una parroquia española del municipio de Santiso, en la provincia de La Coruña, Galicia.

## Entidades de población
Entidades de población que forman parte de la parroquia:
- Barazón Pequeno
- Bran
- Portocelo
- Portodís (Portodiz)
- Quinzán
- Sampayo (San Paio)

## Demografía
| Gráfica de evolución demográfica de Niñodaguia entre 2000 y 2019 |
|                                                                  |
| Datos según el nomenclátor publicado por el INE.                 |